# Indies Records
Indies Records – czeska wytwórnia muzyczna z siedzibą w Brnie. Wydawnictwo powstało w 1990, a założycielami byli Milan Páleš i Miloš Gruber. Wydawnictwo opublikowało ponad 200 tytułów płyt. Mottem Indies Records jest: Vydáváme jen hudbu, která se nám líbí - Wydajemy tylko muzykę, która się nam podoba. Wydawane gatunki muzyki obejmują zakres od sceny alternatywnej do folku. Indies Records patronuje czeskiemu festiwalowi muzyki folkowej: Zahrada.
W 2007 wydawnictwo podzieliło się na trzy podmioty:
- Indies Scope Records (Milan Páleš). Wykonawcy: Iva Bittová, Gipsy.cz, Hradišťan, Květy, Traband, Tara Fuki, Vladimír Václavek.
- Indies MG Records (Miloš Gruber). Wykonawcy: Radůza, Jablkoň, Jiří Dědeček, Sestry Steinovy, Schodiště, Už Jsme Doma.
- Indies Happy Trails (Jaromír Kratochvíl). Wykonawcy: Václav Koubek, Ty Syčáci, Původní Bureš, Oboroh.

W przeszłości Indies Records wydawało też płyty następujących wykonawców: Rale, Dunaj, Zuzana Navarová, Jan Burian, Žamboši, Hromosvod, Disneyband. Wydawnictwo opublikowało też Encyklopedia československého rocku (Encyklopedię czechosłowackiego rocka) autorstwa Miroslava Baláka i Josefa Kytnara.